# Heinz Hoffmann (Schwimmtrainer)
Heinz Hoffmann (* 24. Februar 1914 in Danzig; † 20. Juli 2008 in Wuppertal) war ein deutscher Schwimmtrainer.

## Leben
Hoffmann kam in der Vorkriegszeit mit dem Leistungssport in Berührung. Seinem Verein Neptun Danzig gehörte auch die nachmalige Olympiasiegerin von 1956 Ursula Happe an.
Bei den Olympischen Spielen 1936 in Berlin war er als Betreuer seines Heimatvereins im olympischen Jugendlager eingesetzt. Im Zweiten Weltkrieg diente er als Wehrmachtsoffizier an der Ostfront, konnte sich bei Kriegsende aber zu den Westalliierten durchschlagen. Nach kurzer Kriegsgefangenschaft ließ er sich zunächst in Lemgo als Handelsvertreter nieder, bis er 1951 eine Anstellung als Realschullehrer in Wuppertal erhielt.
Ab 1951 trainierte Hoffmann vor allem die Leistungsschwimmer der Wasserfreunde Wuppertal und führte diese zu nationalen und internationalen Erfolgen. In dieser Zeit entwickelte er ein neues Trainingskonzept mit periodisch variierenden Trainingsinhalten, das teilweise bis heute Anwendung findet.
Seine Schützlinge erreichten 122 Deutsche Meisterschaften, 10 Europameisterschaften und eine Weltmeisterschaft. Sie erzielten 184 Deutsche, 12 Europa- und 3 Weltrekorde. Zu den Schwimmern, die unter ihm trainierten, gehörten Peter Nocke, Folkert Meeuw, Jochen Roos, Olaf von Schilling, Michael Holthaus, Ernst-Joachim Küppers, Ralf Beckmann, Angelika Kraus und Jutta Weber. An den Olympischen Spielen 1968 und 1972 nahm er als Trainer der Schwimmmannschaft teil.
Der pensionierte Realschullehrer war ein entschiedener Verfechter des Leistungssportgedankens. Noch mit über neunzig Jahren stand er am Beckenrand und gab Schwimmern Techniktipps. Außerdem verfasste er unter dem Pseudonym Amann auch Artikel über den Schwimmsport in der Westdeutschen Zeitung.
Hoffmann war Ehrenpräsident der von ihm gegründeten Deutschen Schwimmtrainer-Vereinigung e.V.
Besonders engagierte sich Hoffmann für das Schwimmsport-Leistungszentrum in Wuppertal-Küllenhahn, dessen erster Leiter er von 1971 bis 1980 war. Nachdem dieses bei einem Großbrand im Jahre 1995 weitgehend zerstört worden war, setzte er sich an die Spitze einer Bürgerinitiative, die gegen den von der Ratsmehrheit favorisierten Abriss mobil machte und es schließlich erreichte, dass das Zentrum wieder errichtet wurde. Aus Verärgerung darüber, dass die Wuppertaler SPD, der er über Jahrzehnte angehörte, gegen einen Wiederaufbau war, trat er aus der Partei aus. Das Leistungszentrum erhielt schon zu seinen Lebzeiten den Namen Heinz-Hoffmann-Bad.
Auch für den Erhalt der Wuppertaler Schwimmoper als Schwimmbad setzte er sich erfolgreich ein.
1999 wurde Hoffmann der Ehrenring der Stadt Wuppertal verliehen.
Heinz Hoffmann starb im Alter von 94 Jahren in Wuppertal. Ihm zu Ehren wurde im Januar 2009 eine Gedenktafel im Schwimmsport-Leistungszentrum angebracht.